# Sericulus chrysocephalus

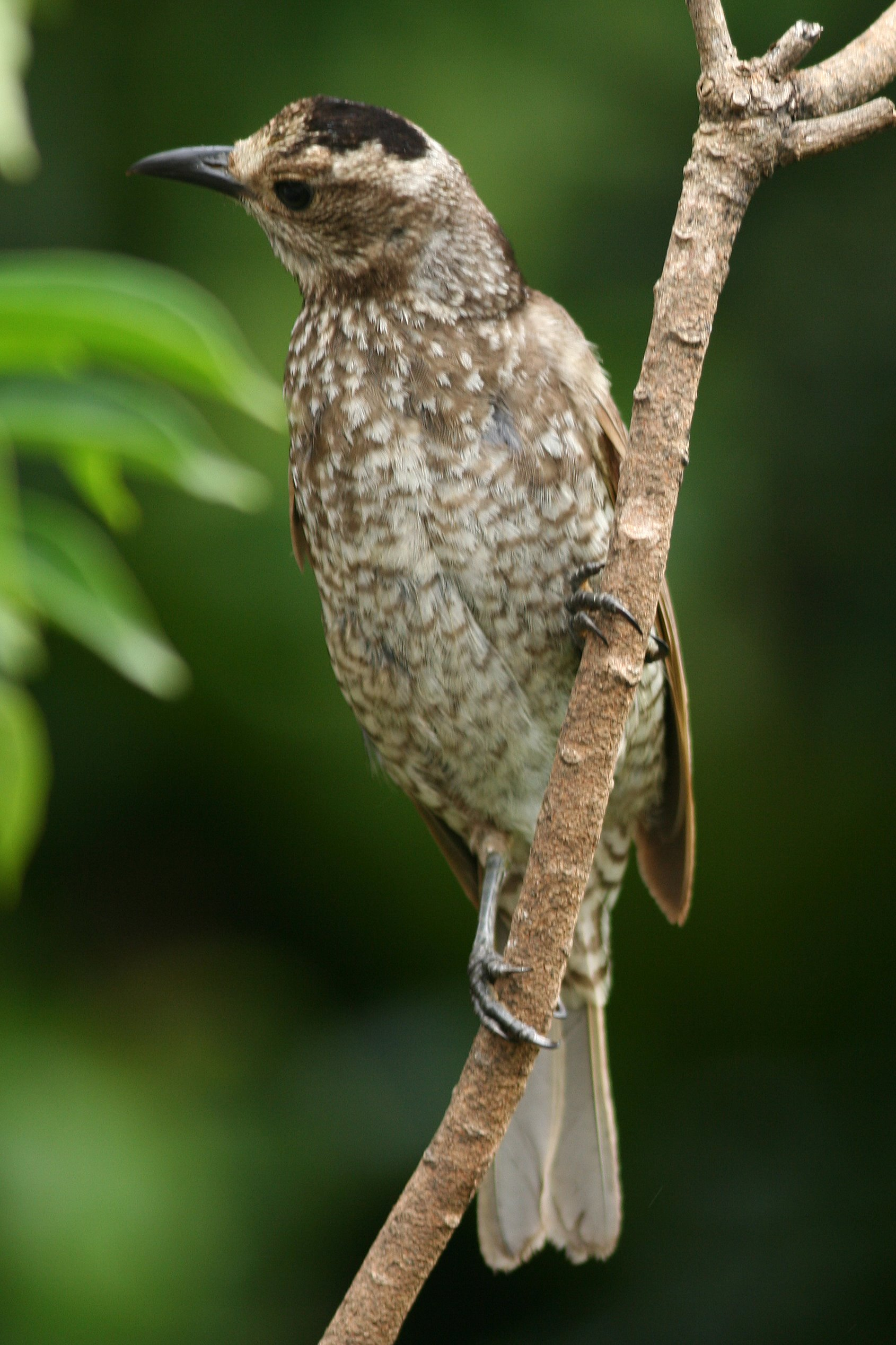
Chim mái

Sericulus chrysocephalus là một loài chim trong họ Ptilonorhynchidae.
Đây là một loài chim có kích thước trung bình, dài đến 25 cm, lưỡng hình giới tính. Chim trống màu đen với một chỏm đầu, nửa sau cánh và trên cổ màu vàng cam. Nó có mỏ màu vàng, chân màu đen và mống mắt màu vàng. Chim mái màu nâu với những mảng màu trắng hoặc màu vàng nhạt, hóa đơn màu xám, chân và chỏm đầu màu đen.
Chim trống xây tổ, có thể đơn giản cào trên mặt đất hoặc các cấu trúc phức tạp, để thu hút chim mái bạn tình. Chúng đặc biệt được biết đến với việc trộn "sơn nước bọt" bùn màu xám, màu xanh hoặc đậu màu xanh lá cây vào miệng mà chúng sử dụng để trang trí tổ của chúng. Chúng đôi khi sử dụng các nùi xốm lá cây màu xanh lá cây làm "bút vẽ" để giúp phết chất liệu ra, đại diện cho một trong số ít trường hợp được biết đến của các công cụ được sử dụng bởi các loài chim.
Là loài đặc hữu Úc, loài chim này phân bố ở các khu rừng nhiệt đới và rìa phía đông Australia, từ trung bộ Queensland đến New South Wales. Chế độ ăn uống bao gồm chủ yếu là các loại trái cây, quả mọng và côn trùng. 
Có loài lai hiếm trong tự nhiên giữa loài này và loài Ptilonorhynchus violaceus được biết đến như Bowerbird Rawnsley Ptilonorhynchus violaceus x Sericulus chrysocephalus.
Một loài phổ biến khắp phạm vi của nó, loài chim này được đánh giá là loài ít quan tâm trong Sách đỏ IUCN về các loài bị đe dọa.